# Ninjas in Pyjamas
Ninjas in Pyjamas (NiP) is een Zweedse e-sportclub uit Stockholm.

## Geschiedenis
Ninjas in Pyjamas werd opgericht in juni 2000. De club won een jaar later het Cyberathlete Professional League wereldkampioenschap. Omdat er geen sponsor gevonden kon worden ging de club een samenwerking aan met SK Gaming. In 2003 werd in totaal 170.000 dollar aan prijzengeld gewonnen.
In 2012 werd het Counter-Strike-team hervormd met een nieuwe opstelling voor Counter-Strike: Global Offensive.
Op 13 november 2015 werd de Dota 2-divisie beëindigd vanwege tegenvallende resultaten. Het team wist zich niet te kwalificeren voor The International van 2015 en de Frankfurt Major. Sinds die tijd was er in 2017 nog korte tijd een team en in 2018 werd opnieuw een derde team gevormd voor Dota 2.

## Divisies
- Counter-Strike: Global Offensive
- Dota 2
- Rainbow Six Siege
- League of Legends
- PlayerUnknown's Battlegrounds
- Fortnite
- Paladins